# Cancridae
Cancridae là một họ cua. 

## Các chi
Họ này được ghi nhận bao gồm 6 chi còn tồn tại, và 10 chi hóa thạch. Tất cả được phân loại trong hai phân họ:

### Chi còn tồn tại
Cancrinae Latreille, 1802
- Anatolikos Schweitzer & Feldmann, 2000
- Cancer Linnaeus, 1758
- Glebocarcinus Nations, 1975
- Metacarcinus A. Milne-Edwards, 1862
- Platepistoma Rathbun, 1906
- Romaleon Gistel, 1848

### Hóa thạch
Cancrinae Latreille, 1802
- † Anisospinos Schweitzer & Feldmann, 2000
- † Ceronnectes De Angeli & Beschin, 1998
- † Cyclocancer Beurlen, 1958
- † Microdium Reuss, 1867
- † Notocarcinus Schweitzer & Feldmann, 2000
- † Santeecarcinus Thổi và Manning, 1996
- † Sarahcarcinus Thổi và Manning, 1996

† Lobocarcininae Beurlen, 1930
- † Lobocarcinus Reuss, 1857
- † Miocyclus Müller, 1978
- † Nicoliscarcinus Beschin, Busulini, Tessier & Zorzin, 2016
- † Ramacarcinus De Angeli & Ceccon, 2017
- † Tasadia Müller trong Janssen & Müller, 1984

Cho đến năm 2000, tất cả các loài còn tồn tại đều được phân loại vào trong chi Cancer. Sau các phân tích phân tử kỹ lưỡng, các phân chi được nâng lên thành chi và 3 chi mới được thành lập. Hầu hết sự đa dạng hiện tại của họ này được tìm thấy ở vùng nước ôn đới của Bắc bán cầu.